# Jánský Vrch (zámek)
Zámek Jánský Vrch (též Janský Vrch, německy Johannesberg, dříve též Johannisberg) ve městě Javorník byl do roku 1945 letní rezidencí vratislavských biskupů a arcibiskupů. Je ve vlastnictví státu (správu zajišťuje Národní památkový ústav) a je přístupný veřejnosti.

## Historie

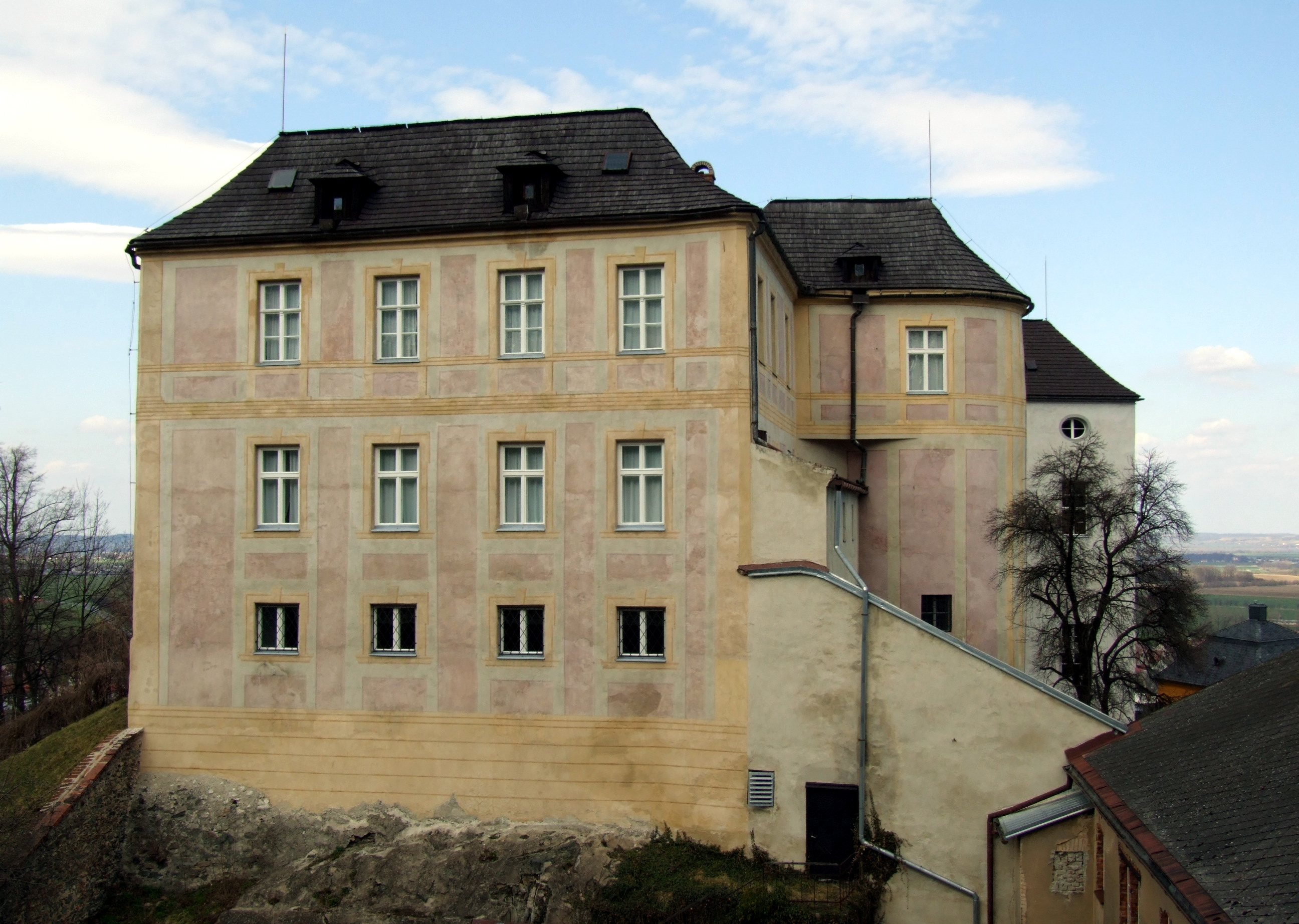
Zámek Jánský Vrch

Původní hrad byl vystavěn nejpravděpodobněji na přelomu 13. století a 14. století piastovským vévodou Bolkem I. Svídnickým na (co do nadmořské výšky) nevysoké, ale krajinně výrazné a strategicky významné vyvýšenině nad vsí Javorníkem. První písemná zmínka je z roku 1307, kdy na listině braniborského markraběte svědčí kastelán na Javorníku (Jawirnich) jménem Richolf. Roku 1348 postoupil svá práva k hradu vévoda Bolko II. Svídnický vratislavskému biskupovi Přeclavovi z Pohořelé, za což si mohl hrad ponechat v držení. Po vévodově smrti roku 1368 se s pomocí tehdejšího kastelána Matyáše Trencze hradu zmocnil jiný ze slezských Piastovců, vévoda Jindřich Falkenberský (Nemodlínský), ale roku 1371 se dostal do rukou biskupa a od té doby byl až do roku 1945 součástí stolního majetku vratislavského biskupství.
Na přelomu 14. a 15. století patřilo k hradu panství zahrnující vedle samotného Javorníku vsi Bílý Potok, Uhelná a Travná. V těchto lokalitách se nacházeli i biskupští manové povinní lenní službou k hradu Javorník.
Roku 1428 byl hrad dobyt a těžce poškozen husity vracejícími se od obléhání Nisy. Biskup Konrád Olešnický od husitů obsazené majetky roku 1432 za vysokou částku opět vykoupil. Vratislavská kapitula následně rozhodla o poboření opevnění hradu Javorník, aby se nemohl opět stát opěrným bodem nepřátelských sil. Opuštěný hrad a přilehlé vesnice biskup dával do zástavy (1435 Pelkanovi z Kalkova, 1445 Janu Switlingovi, 1464 Mikuláši Streitovi).
Biskup Jan IV. Roth (vratislavským biskupem byl v letech 1482–1506) zástavu vykoupil a začal přestavbu hradu na renesanční zámek. Rothův nástupce, biskup Jan V. Thurzo (1506–1520), obnovu dokončil a tento skutek dokumentoval dvěma kamennými deskami vyrobenými v dílně Francesca Fiorentina v Kroměříži, zasazenými do zámecké zdi. Hradu Javorník dal také nové jméno Jánský Vrch (Johannesberg, podle patrona vratislavského biskupství i osobního patrona obou obnovitelů, sv. Jana Křtitele). Za Thurzových časů se stal zámek místem setkávání umělců a učenců, k nimž patřil i toruňský kanovník Mikuláš Koperník.
Počátkem 17. století pobíhaly další stavební úpravy. Třicetiletou válku přečkal zámek bez poškození. Vojenský význam v té době hrad již ztrácel, neboť pro jeho modernizaci nebylo na úzkém prostoru původního ostrohu místo. Jedním ze zámeckých hejtmanů v 17. století byl obávaný Johann Tümling, o jehož smrti se vyprávělo, že jej ze zámecké hradby shodil sám ďábel.
Barokní přestavba zámku začala za vlády biskupa Philippa Gottharda von Schaffgotsche (1748–1795), který zde žil od útěku z pruského zajetí roku 1766 až do své smrti. Tehdy se na zámku setkávali umělci z celého císařství. Roku 1766 jmenoval Schaffgotsch svým zámeckým kapelníkem skladatele, houslistu a dirigenta Karla Ditterse von Dittersdorf. Ten za svého třicetiletého pobytu u biskupa zkomponoval mj. čtyřicet komických oper.
Schaffgotschův nástupce, kníže-biskup Joseph Christian Franz zu Hohenlohe-Waldenburg-Bartenstein (1795–1817), dokončil v klasicistním duchu úpravy Jánského Vrchu do dnešního stavu a založil zde okrasnou zahradu a park anglického typu. Jánský Vrch zůstal oblíbeným letním sídlem vratislavských biskupů, kteří se zde zdržovali zvláště tehdy, když pro ně nebyly pruské a později německé poměry politicky příznivé. Ze zámku byly rovněž spravovány rozsáhlé biskupské majetky na Jesenicku, jejichž relativní význam vzrostl sekularizací církevního majetku v Pruském Slezsku roku 1810.
I v 19. století letech si zámek podržel pověst centra kultury a vzdělanosti. Kardinál Melchior von Diepenbrock byl sám básníkem ve stylu jihoněmeckého romantismu. Za časů biskupa Heinricha Förstera zde v letech 1856–1857 pobýval a tvořil Joseph von Eichendorff, jeden z nejvýznamnějších německých romantických básníků. Častým hostem na Jánském Vrchu byl též básník Josef Christian von Zedlitz, syn zdejšího zámeckého hejtmana.
Posledními obyvateli a správci zámku byli kardinálové Georg von Kopp a Adolf Bertram, který zde žil od evakuace Vratislavi do své smrti 6. července 1945. Zde byl i pochován; jeho ostatky byly přeneseny do vratislavské katedrály až 8. listopadu 1991.
Řešení majetkových vztahů k zámku po II. světové válce zabralo několik desetiletí. V roce 1959 byl Jánský Vrch pronajat státu, teprve roku 1984 však byly vyrovnány vzájemné majetkové nároky české a polské římskokatolické církve a zámek byl plně zestátněn. Od 1. ledna 2002 je národní kulturní památkou.

## Stavba

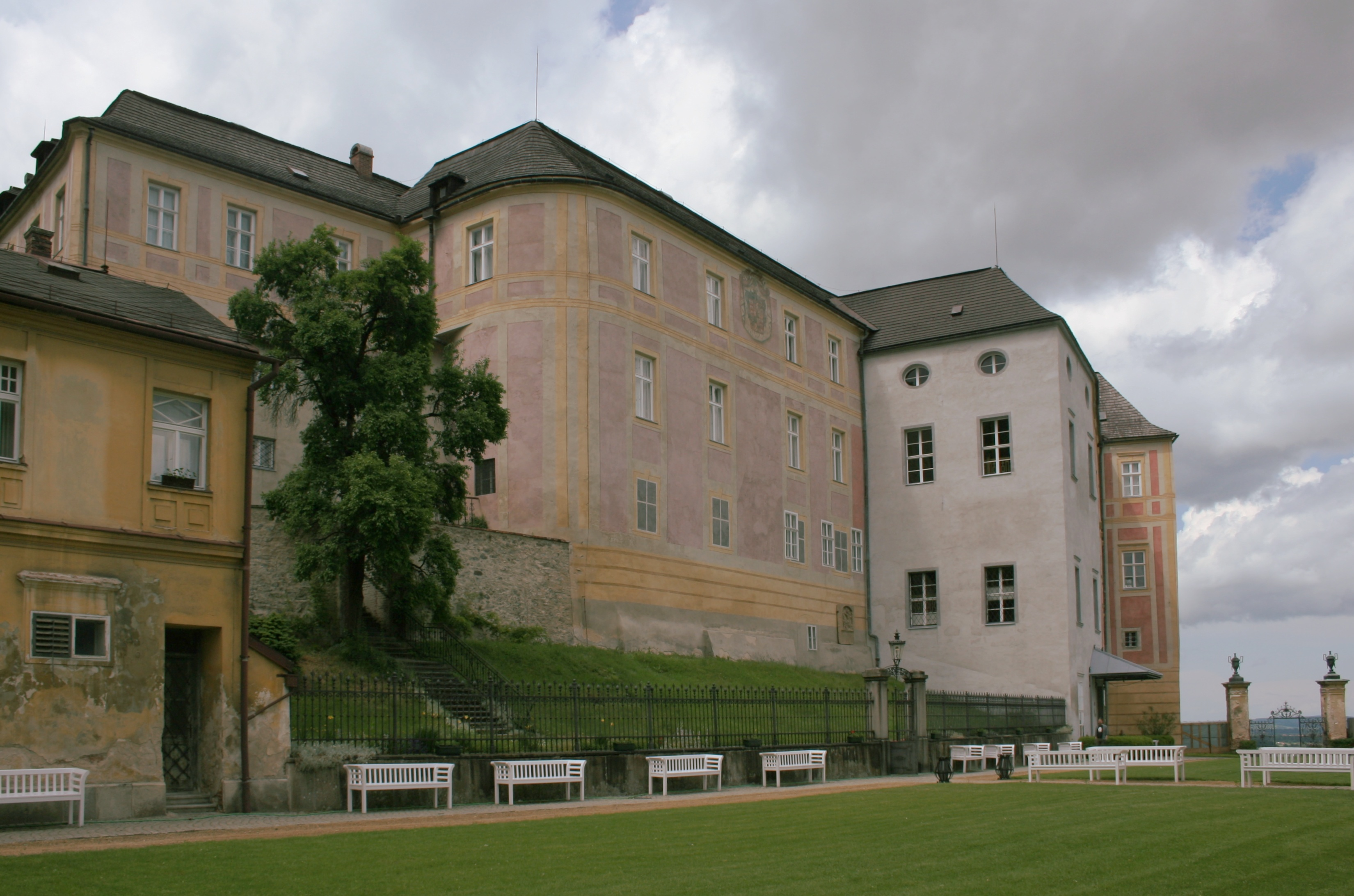
Zámecká zahrada s vchodem do paláce

Zámek Jánský Vrch v dnešní podobě tvoří severojižním směrem protáhlý, oválný, kompaktní komplex výškově vyrovnaných budov, převýšených jen menší hodinovou věží, se dvěma dvory (horním a dolním).
Nejstarší, vrcholně středověká stavební fáze, je jen málo patrná, ale její dispozici hrad v zásadě zachoval při pozdně gotické na přelomu 15. a 16. století. Nejvýraznější částí původního hradu byl mohutný bergfrit na jihozápadě, z větší části zastavěný do okolní hradby a budov a v současné podobě podstatně snížený. V barokní době byl na jeho základě vybudován oválný koncertní sál. Obě nádvoří obklopují zámecké budovy různého stáří (pozdně gotické, pozdně renesanční, barokní i klasicistní), až na jižní klasicistní budovu v rámci původního opevnění z doby kolem roku 1500. Do záhybu opevnění na severní straně byla již v renesanční době vložena kaple, regotizovaná v polovině 19. století. Nad ní se nachází hodinová věž, jež byla v 18. století rovněž snížena. Interiéry zámku jsou převážně barokně a klasicistně upraveny.
Původní přístup k hradu je z jihu. Na místě částečně zasypaného příkopu se dnes nacházejí hospodářské budovy z 19.–20. století.
Na východní straně zámecké budovy se nachází barokně upravená zahradní terasa obklopená původním pozdně gotickým opevněním. Ze severu na ni ústí pěší přístupová cesta od města, zřízená počátkem 19. století.
Nedávná a probíhající rekonstrukce volbou barevnosti omítek zdůraznila rozdílné stavební fáze zámku.

## Expozice
| Rok  | Počet návštěvníků |
| ---- | ----------------- |
| 2015 | 22 099            |
| 2016 | 24 587            |
| 2017 | 26 852            |

V řadě místností zámku se zachovala historická nástěnná výmalba a tapety, jakož i početný mobiliář zejména z 19. století, neboť zámek si až do roku 1945 podržel svou rezidenční funkci. Ty doplňují sbírka hudebních nástrojů, jakož i obrazy a jiné umělecké předměty. Nejcennější z nich se nacházejí v zámecké kapli: například pozdně gotické sochy sv. Barbory, sv. Heleny a Panny Marie z roku 1491. Oltář kaple je dílem nizozemského mistra z počátku 17. století.
Jánský Vrch hostí dále sbírku asi dvou tisíc dýmek nejrůznějšího zeměpisného původu z 18.–20. století, největší svého druhu ve střední Evropě. Obsahuje zvlášť cenné exempláře z porcelánu a sepiolitu (mořské pěny). Sbírku založil Emil Tománek a pro zámek byla zakoupena roku 1968.

## Galerie

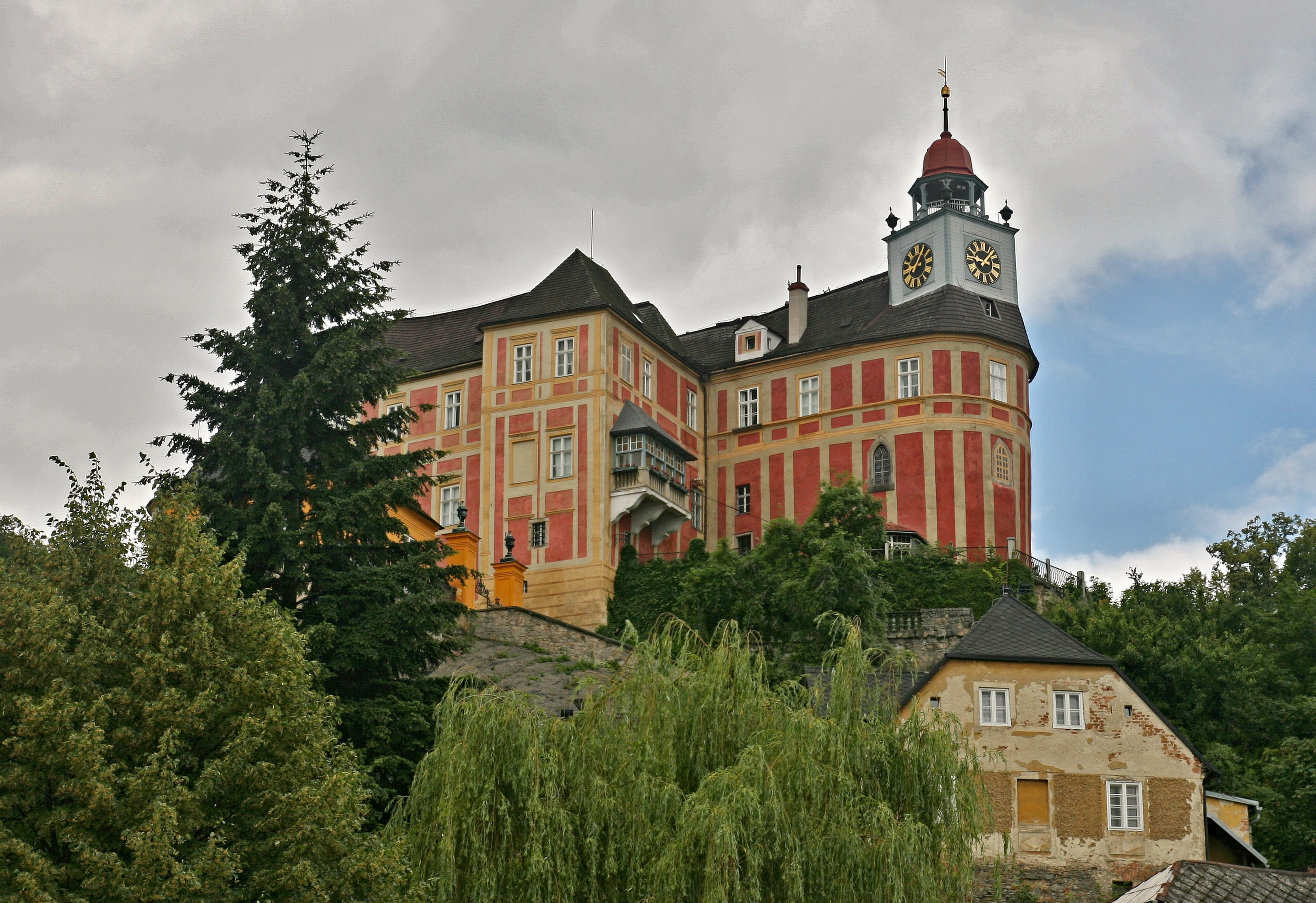
Zámek Jánský Vrch
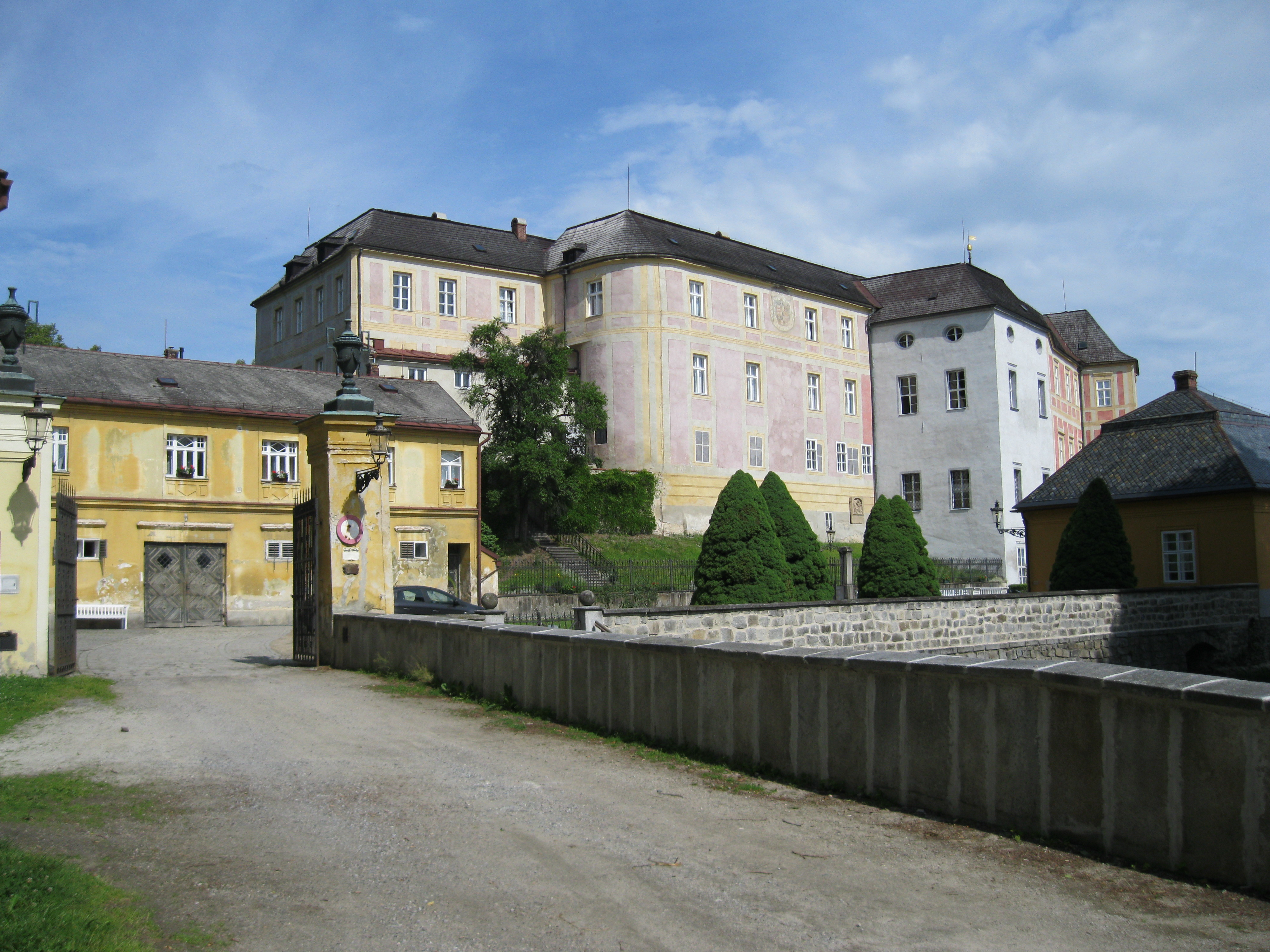
Zámek Jánský Vrch
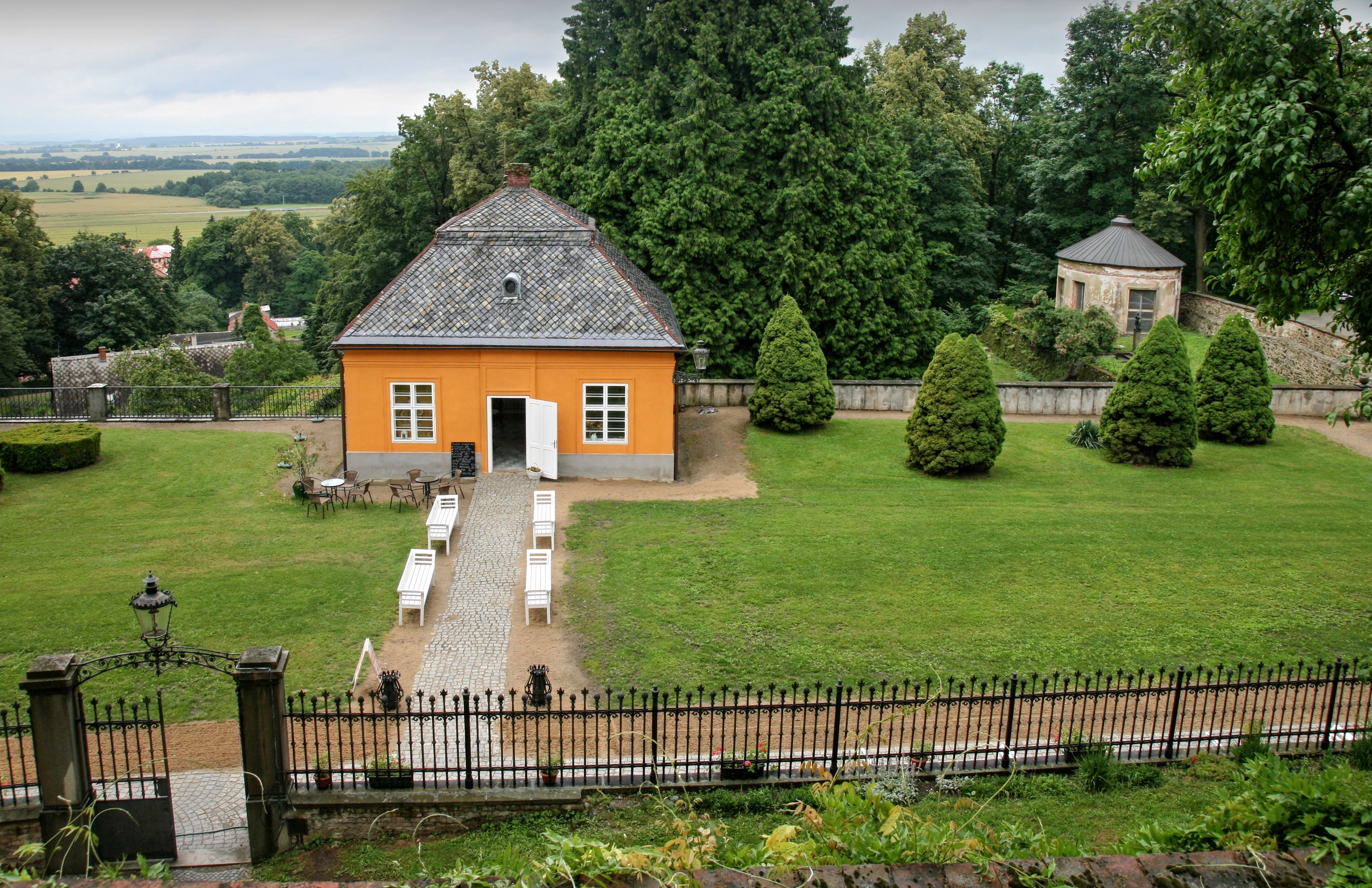
Zámek Jánský Vrch
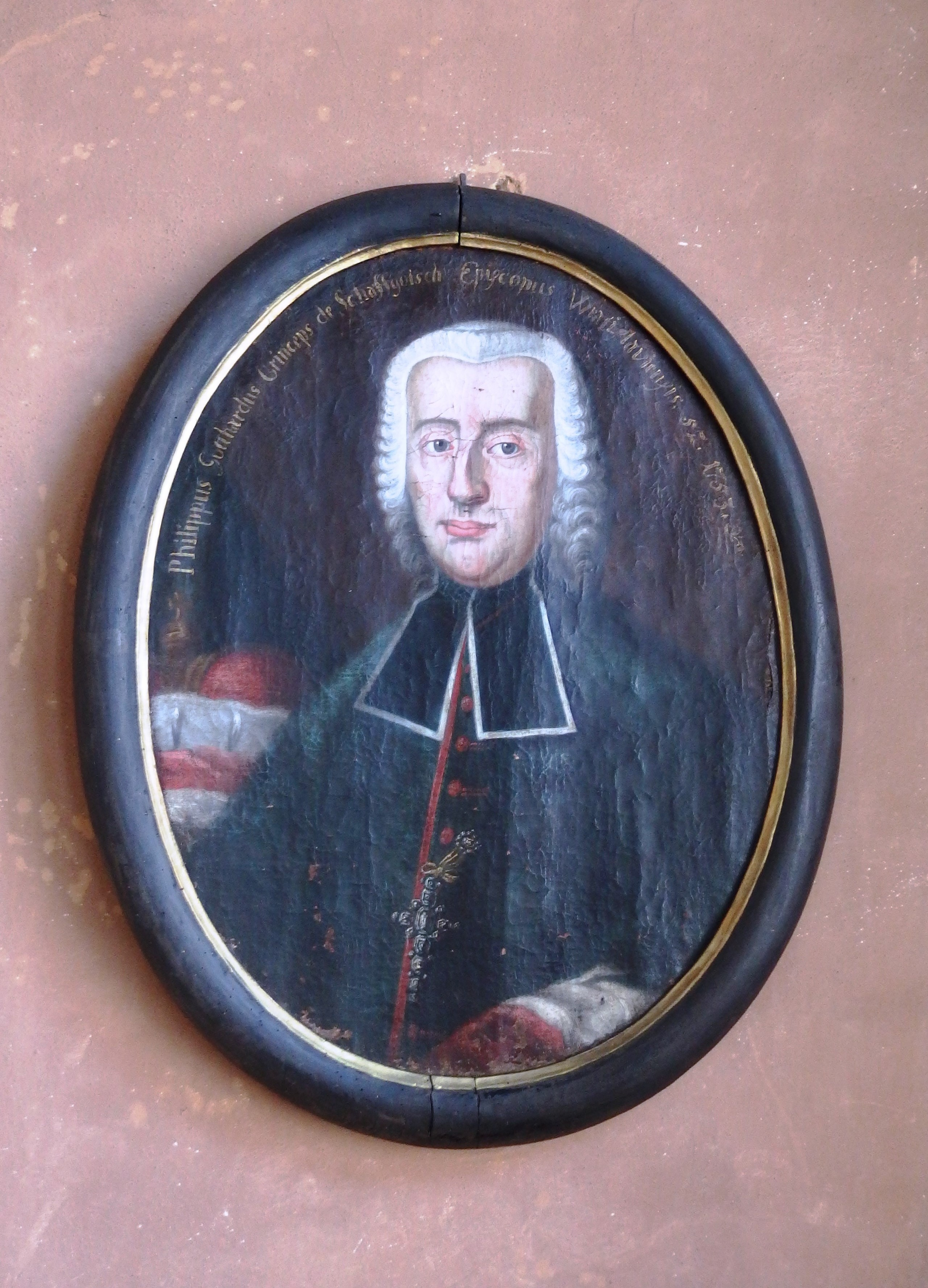
Biskup Filip Gotthard Schaffgotsch
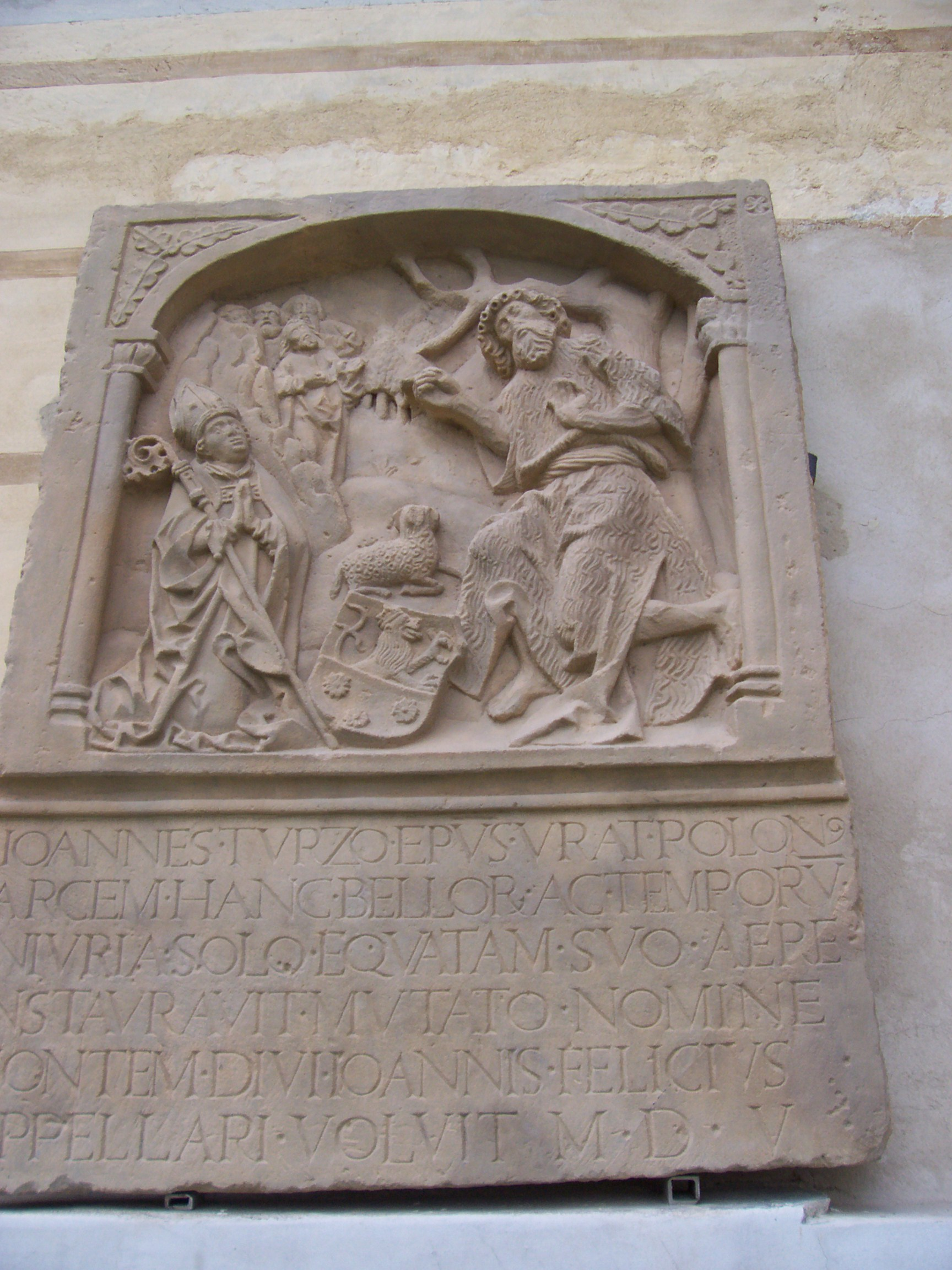
Pamětní tabule na místní fasádě
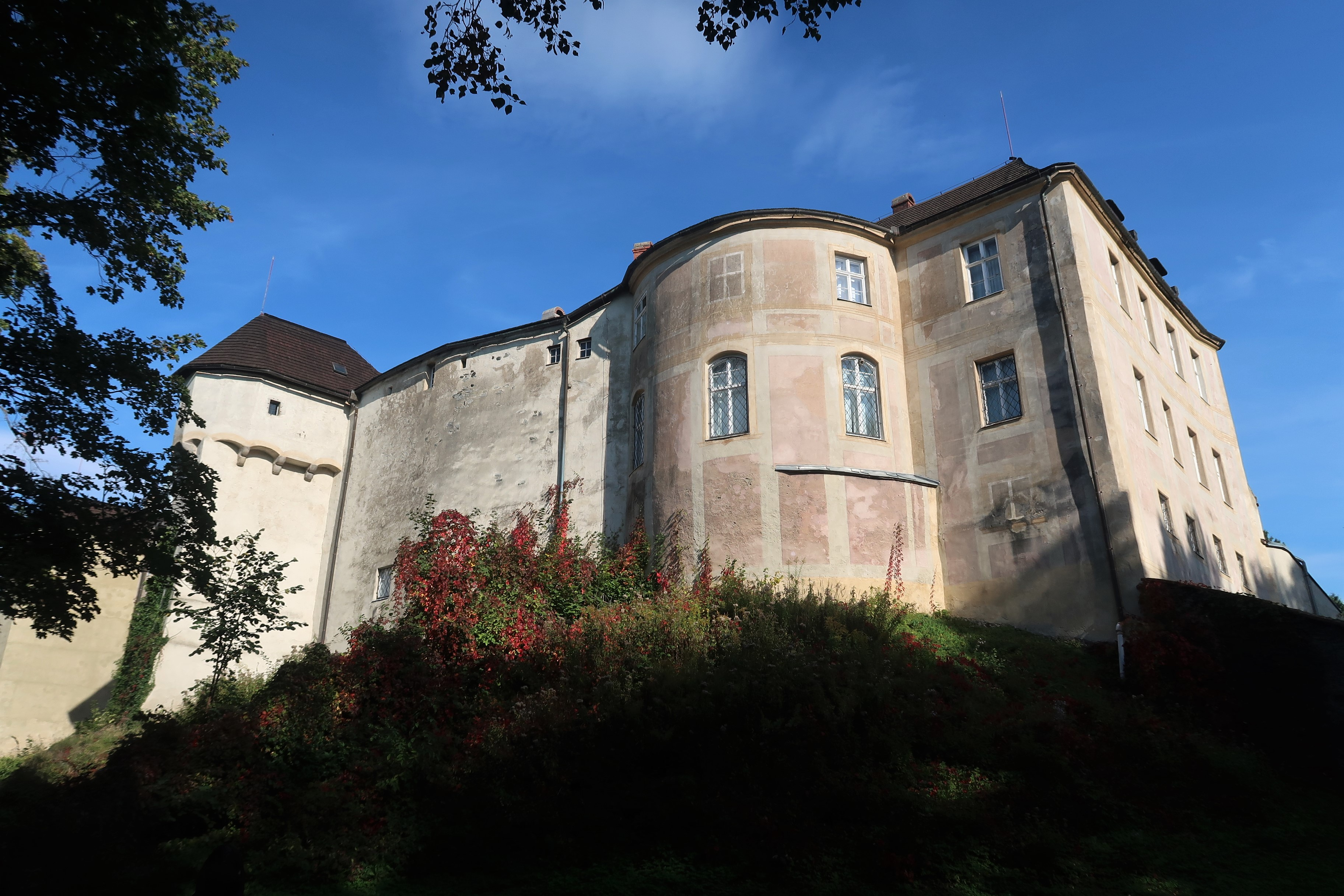
Nejstarší část zámku pohledem od západu
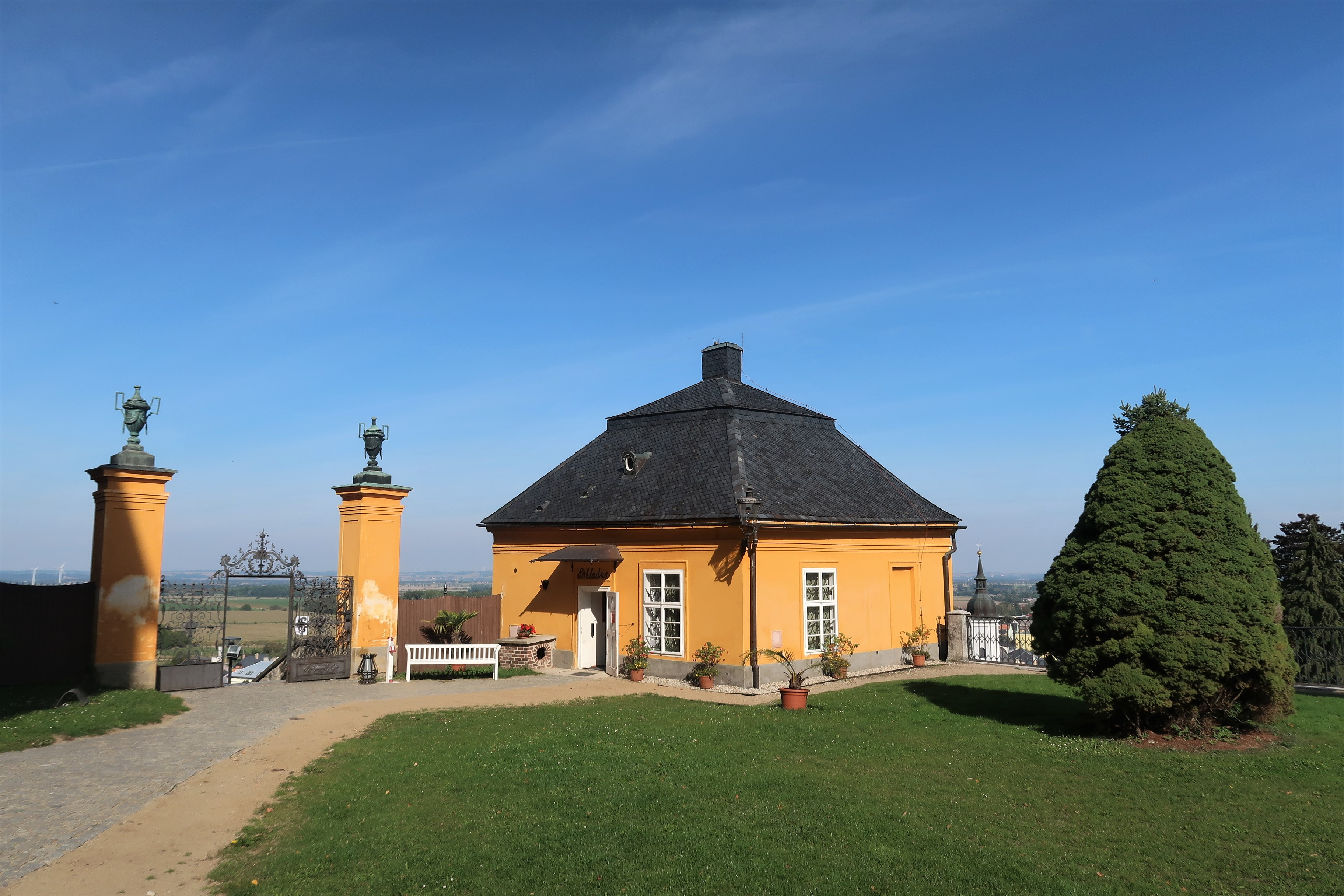
Bývalá oranžerie a vstupní brána do zámku z města
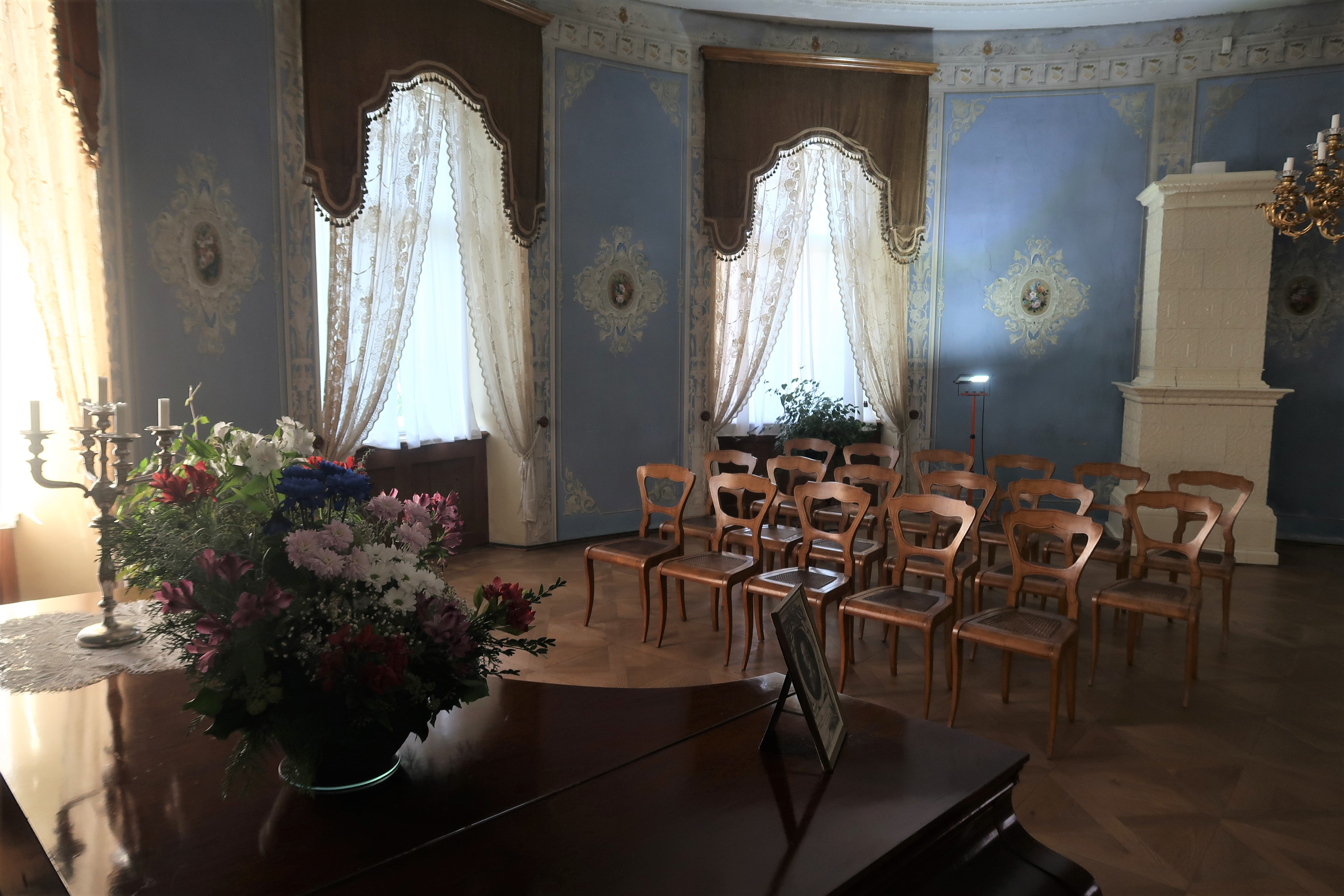
Koncertní sál
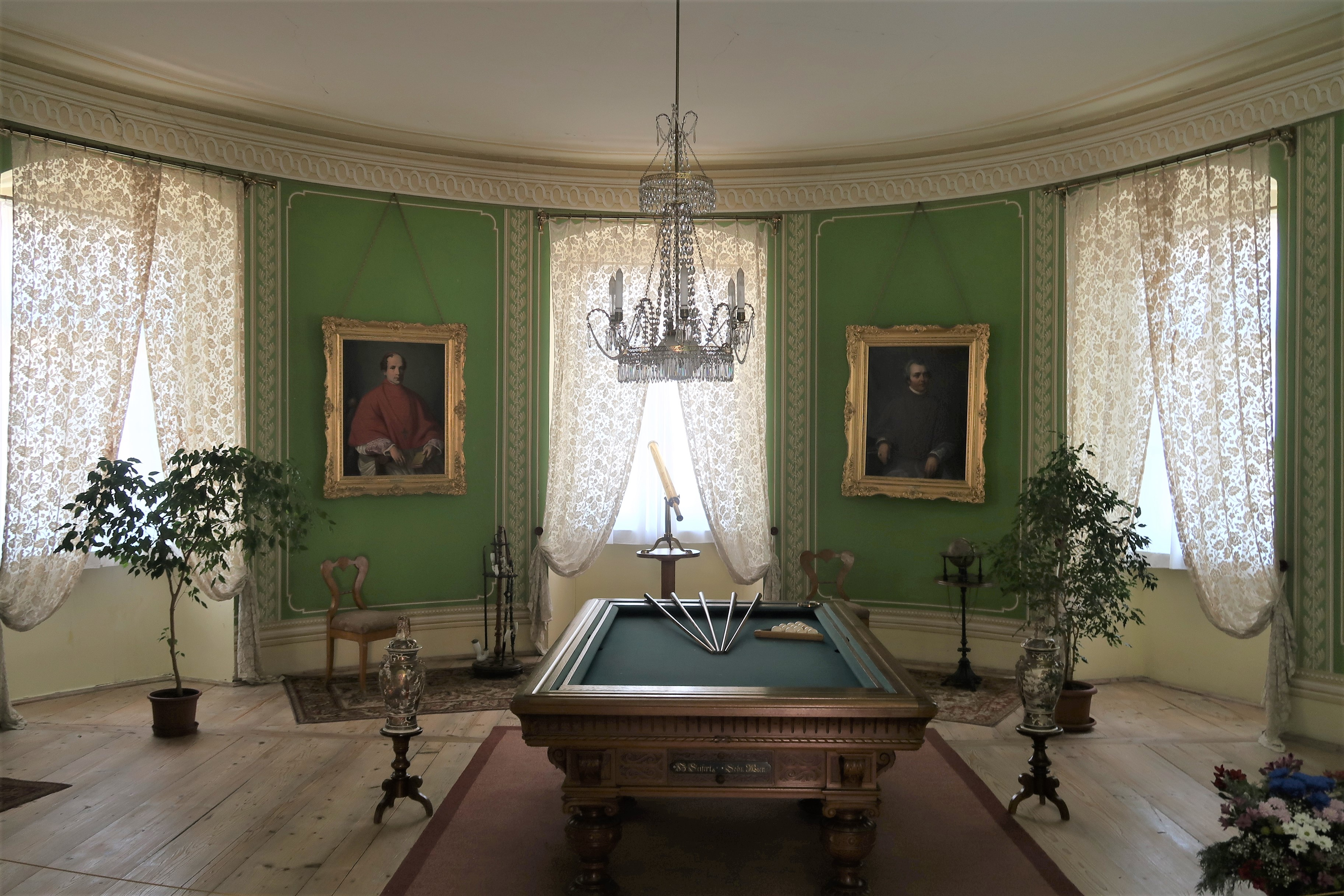
Kulečníkový sál s galerií vratislavských arcibiskupů
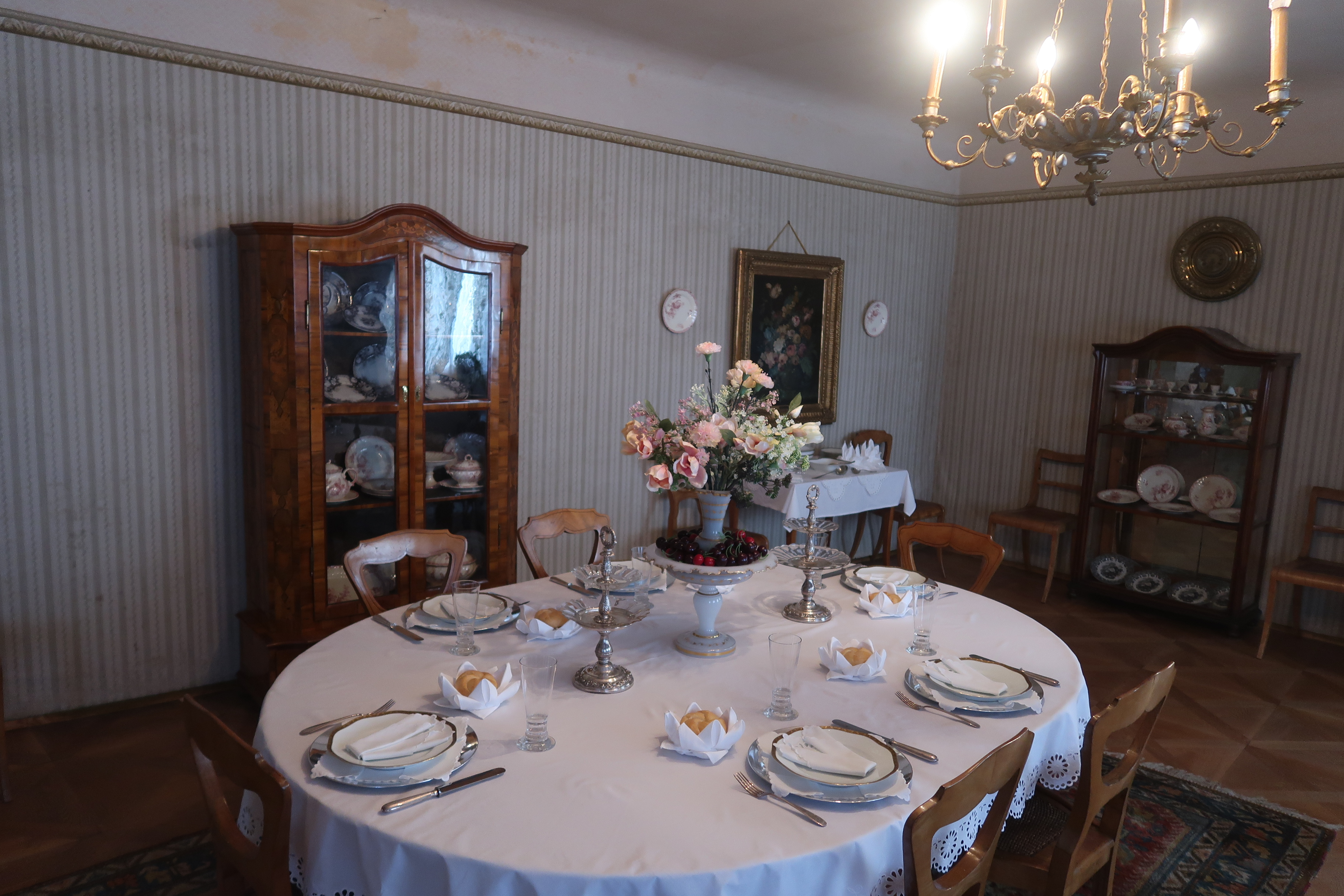
Jídelna

## Osobnosti spojené s místem
- Friedrich Wilhelm Helle (1834–1901), německý spisovatel
- Adolf Bertram (1859–1945), arcibiskup vratislavský, kardinál, dožil na Jánském Vrchu
- Melchior von Diepenbrock (1798-1853), římskokatolický kněz, biskup vratislavský a kardinál, dožil na Jánském Vrchu
- Karl Ditters von Dittersdorf (1739-1799), rakouský klasicistní hudební skladatel a houslista, žil v Javorníku 29 let
- Joseph von Eichendorff (1788-1857), německý básník, žil zde v letech 1856 a 1857
- Jindřich Förster (1799-1881), římskokatolický kněz a biskup vratislavský, dožil na Jánském Vrchu
- Josef Kristián Hohenlohe (1740-1817), římskokatolický kněz a biskup vratislavský, dožil na Jánském Vrchu
- August Kaiser (1850–1908), pedagog a politik, poslanec Říšské rady
- Filip Gotthard Schaffgotsch (1715-1795), římskokatolický kněz a biskup vratislavský, dožil na Jánském Vrchu